# Carthade caecalis
Carthade caecalis är en fjärilsart som beskrevs av Pieter Cornelius Tobias Snellen 1899. Carthade caecalis ingår i släktet Carthade och familjen mott. Inga underarter finns listade i Catalogue of Life.